# دهقان فداکار (فیلم)
دهقان فداکار فیلمی به کارگردانی و نویسندگی سیروس حسن‌پور ساختهٔ سال ۱۳۸۰ است.

## بازیگران
- امیر سلیمانی
- حسین لازمی